# Aleš Brezavšček
Aleš Brezavšček (* 30. November 1972 in Mojstrana) ist ein ehemaliger slowenischer Skirennläufer. Er startete vorwiegend in den Disziplinen Abfahrt und Super-G sowie in der Kombination. Er erreichte zwei Top-10-Platzierungen im Weltcup und einen siebenten Platz in der Kombination bei den Olympischen Winterspielen 1998.

## Biografie
Bei Juniorenweltmeisterschaften fuhr Brezavšček viermal unter die schnellsten zehn. Sein bestes Ergebnis war ein siebenter Platz im Super-G 1991. Im Jahr 1996 wurde er slowenischer Meister in der Abfahrt und im Super-G. Seine ersten Punkte im Weltcup gewann Brezavšček am 2. Dezember 1995 mit Platz 19 im Super-G von Vail. Während der nächsten 13 Monate kam er nur ein weiteres Mal unter die besten 30, bis er am 12. Januar 1997 in der Kombination von Chamonix den zehnten Platz erreichte. Anschließend konnte er sich zwar mehrmals knapp in den Punkterängen, also unter den besten 30, platzieren, doch weitere Spitzenresultate blieben im Weltcup zunächst aus, bis er am 12. Dezember 1998 überraschend den siebenten Platz in der Abfahrt von Val-d’Isère und damit sein bestes Weltcupergebnis erreichte. Bis zum Ende der Saison 1998/99, nach der er seine Karriere beendete, konnte er sich noch sechsmal zwischen Rang 20 und 30 platzieren.
Brezavšček nahm von 1996 bis 1999 an drei Weltmeisterschaften teil. Seine besten Ergebnisse dabei waren der elfte Platz in der Abfahrt 1999 und der 13. Platz in der Kombination 1996. Bei den Olympischen Winterspielen 1998 in Nagano erreichte er den siebenten Platz in der Kombination sowie Rang 28 im Super-G. In der Olympiaabfahrt schied er aus.

## Erfolge

### Olympische Winterspiele
- Nagano 1998: 7. Kombination, 28. Super-G

### Weltmeisterschaften
- Sierra Nevada 1996: 13. Kombination, 23. Super-G, 39. Abfahrt
- Sestriere 1997: 22. Super-G, 28. Abfahrt
- Vail/Beaver Creek 1999: 11. Abfahrt, 23. Super-G

### Weltcup
- 2 Platzierungen unter den besten zehn, weitere zwölfmal unter den besten 30

### Juniorenweltmeisterschaften
- Zinal 1990: 10. Riesenslalom
- Geilo/Hemsedal 1991: 7. Super-G, 9. Riesenslalom, 10. Abfahrt

### Slowenische Meisterschaften
- slowenischer Meister in der Abfahrt und im Super-G 1996